# 326年
| 千纪： | 1千纪                                                                                           |
| 世纪： | 3世纪 \| 4世纪 \| 5世纪                                                                         |
| 年代： | 290年代 \| 300年代 \| 310年代 \| 320年代 \| 330年代 \| 340年代 \| 350年代                       |
| 年份： | 321年 \| 322年 \| 323年 \| 324年 \| 325年 \| 326年 \| 327年 \| 328年 \| 329年 \| 330年 \| 331年 |
| 纪年： | 丙戌年（狗年）；成汉玉衡十六年；前赵光初九年；东晋太宁四年，咸和元年；前凉建兴十四年            |

## 大事记
- 中國
  - 東晉庾亮以外戚主政。
  - 分南海郡，立東官郡。
  - 後趙石勒派石聰進攻壽春、逡遒和阜陵，殺掠五千多人，震動建康，後被歷陽內史蘇峻派部將韓晃擊退。

## 出生
- 慕容垂，後燕皇帝。（396年逝世，70岁）

## 逝世
- 7月20日－－劉遐，晉徐州刺史。
- 9月8日－－應詹，晉江州刺史。
- 司馬宗，晉朝宗室，南頓王。
- 鄧攸，晉朝政治人物，官至光祿大夫。
- 鄭阿春，晉元帝夫人，晉簡文帝司馬昱生母。